# Юзефув (гміна Кодромб)
Юзефув (пол. Józefów) — село в Польщі, у гміні Кодромб Радомщанського повіту Лодзинського воєводства.
Населення — 103 особи (2011).
У 1975-1998 роках село належало до Пйотрковського воєводства.

## Демографія
Демографічна структура станом на 31 березня 2011 року:
|          | Загалом | Допрацездатний вік | Працездатний вік | Постпрацездатний вік |
| -------- | ------- | ------------------ | ---------------- | -------------------- |
| Чоловіки | 56      | 17                 | 33               | 6                    |
| Жінки    | 47      | 14                 | 26               | 7                    |
| Разом    | 103     | 31                 | 59               | 13                   |